# Lupin (EP)
Lupin (Hangul: 루팡) là mini-album thứ ba của nhóm nhạc nữ Hàn Quốc Kara. Album lấy ý tưởng từ nhân vật hư cấu Arsène Lupin của nhà văn người Pháp Maurice Leblanc.

## Lịch sử
Đầu tháng 2 năm 2010, DSP Media cho biết Kara sẽ quay trở bằng bài hát "Lupin" với một hình tượng trưởng thành, bí ẩn hơn. Bài hát được phát hành trực tuyến vào ngày 17 tháng 2 năm 2010 và đã đứng đầu nhiều bảng xếp hạng âm nhạc.
Han Seung-yeon cho biết mặc dù nhóm đã thể hiện hình ảnh dễ thương với những bài hát như "Pretty Girl" và "Mister", "Lupin" sẽ cho thấy một hình tượng cá tính.

## Quảng bá
Kara quay trở lại các chương trình âm nhạc trên M! Countdown của Mnet vào ngày 25 tháng 2 năm 2010 và sau đó là các chương trình âm nhạc khác.
Ngày 4 tháng 3 năm 2010, Kara nhận được giải thưởng #1 đầu tiên dành cho "Lupin" trên M! Countdown. Tuần tiếp theo, Kara tiếp tục chiến thắng giải thưởng này. "Lupin" cũng mang về cho Kara vị trí thứ nhất ba lần liên tiếp trên Music Bank và một lần trên Inkigayo.

## Danh sách bài hát
| STT              | Nhan đề          | Phổ nhạc                  | Thời lượng |
| ---------------- | ---------------- | ------------------------- | ---------- |
| 1.               | "Tasty Love"     | Han Jae-ho, Kim Seung-soo | 3:04       |
| 2.               | "Lupin (루팡)"   | Han Jae-ho, Kim Seung-soo | 3:10       |
| 3.               | "Umbrella"       | Han Jae-ho, Kim Seung-soo | 3:24       |
| 4.               | "Rollin'"        | Han Sang-won              | 3:22       |
| 5.               | "Lonely"         | Lee Joo-hyung             | 3:25       |
| Tổng thời lượng: | Tổng thời lượng: | Tổng thời lượng:          | 16:25      |

## Bảng xếp hạng
| Bảng xếp hạng                         | Thứ hạng cao nhất |
| ------------------------------------- | ----------------- |
| South Korea Gaon Weekly albums chart  | 1                 |
| South Korea Gaon Monthly albums chart | 2                 |
| South Korea Gaon Yearly albums chart  | 16                |
| Japan Oricon Weekly chart             | 100               |

| "Lupin" | 1 | 18 |

| "Umbrella"   | 30 |
| "Tasty Love" | 41 |
| "Lonely"     | 56 |
| "Rollin'"    | 60 |

| Bảng xếp hạng         | Doanh số |
| --------------------- | -------- |
| Gaon physical sales   | 84,223   |
| Oricon physical sales | 4,354    |

## Lịch sử phát hành
| Quốc gia | Ngày phát hành      | Định dạng       | Hãng đĩa  |
| -------- | ------------------- | --------------- | --------- |
| Hàn Quốc | 17 tháng 2 năm 2010 | Tải nhạc số, CD | DSP Media |
| Nhật Bản | 23 tháng 2 năm 2011 | Tải nhạc số, CD | DSP Media |